# Vlag van Acht

Dorpsvlag van Acht

De vlag van Acht werd in 2003 door het Nederlandse dorp Acht in gebruik genomen toen Acht zijn 700e verjaardag vierde. Het ontwerp van de vlag is initiatief van de werkgroep Acht 700.
De vlag bestaat uit een groen en blauw diagonaal vlak die gescheiden zijn door een hobbelige witte lijn. De blauwe kleur staat (samen met wit en rood) symbool voor de Nederlandse vlag. Ook staat blauw voor water. De kleur groen verwijzen naar gras en de agricultuur in- en rondom Acht. Aan de mastzijde van de vlag is een rood-wit blokjespatroon afgebeeld die overgaat in rode en verticale banen. Deze kleuren en het patroon vormen een verwijzing naar de provincie Noord-Brabant en de stad en gemeente Eindhoven. Linksboven bevat de vlag van Acht het woord acht in gele hoofdletters. Hierachter is een plusteken opgenomen. De + verwijst naar de voormalige premier Dries van Agt.
Acht
· Alphen
· Bavel
· Berghem
· Berlicum
· Biest-Houtakker
· Borkel en Schaft
· Chaam
· Cromvoirt
· Cuijk
· Den Dungen
· Dinteloord
· Effen
· Esch
· Galder
· Geeren-Noord
· Gemonde
· Haagse Beemden
· Haaren
· Halsteren
· Helvoirt
· Herpen
· Heusden
· Langenboom
· Leur
· Megen, Haren en Macharen
· Moergestel
· Nieuw-Vossemeer
· Nuland
· Olland
· Orthen
· Princenhage
· Ravenstein
· Rosmalen
· Sint-Michielsgestel
· Sprang
· Steenbergen
· Strijbeek
· Teteringen
· Ulvenhout
· Udenhout
· Velp
· Vierlingsbeek
· Waspik
· Wintelre